# Roberto Sneider
Roberto Sneider (Ciudad de México, 1 de septiembre de 1962) es un guionista, director y productor de cine mexicano de origen alemán conocido por sus películas Dos crímenes, Arráncame la vida y Me estás matando, Susana.

## Inicios
Sneider es un licenciado de Universidad Iberoamericana y del programa de dirección del American Film Institute.

## Carrera
Sneider empezó su carrera trabajando en diversos aspectos de producción, incluyendo siendo un gerente de locación, gerente de producción, y asistente de dirección. Ha participado en películas como Havana (Sydney Pollack), Gringo viejo (Luis Puenzo), Blood in, Blood Out (Taylor Hackford) y My Crazy Life (Allison Anders).
Dos crímenes fue el primer largometraje de Sneider como escritor, productor y director. Ganó más de quince premios internacionales -entre ellos el Montgolfier d'Or en el Festival de los Tres Continentes (Nantes, Francia), el premio Cinedécouvertes (Bélgica) y el premio de la FIPRESCI- y tres Arieles. Basada en la novela homónima de Jorge Ibargüengoitia, la película cuenta la historia de Marcos, quien después de haber sido acusado de asesinato huye a un tranquilo pueblecito llamado Cuévano, donde tiene parientes. Allí descubre que los asuntos familiares son más complicados de lo que espera, y que las complejidades de la vida en un pueblecito son más ricas (y más peligrosas) que su supuestamente sofisticada existencia en una gran ciudad. Protagonizada por Damián Alcázar, fue la película mexicana más exitosa del año.
En 1999 Sneider fundó La Banda Films, una compañía de producción de cine publicitario. La Banda Films ha producido numerosos anuncios y ganó varios prestigiosos premios internacionales por su trabajo comercial. Estos honores incluyen un León de Cannes para Axe Body Spray y el International TV Advertising Grand Award en el Festival de Nueva York, el cual es considerado entre los 10 anuncios mejores del año exhibido en el MOMA.[cita requerida]
Como director de cine publicitario, Sneider ha ganado numerosos premios, incluyendo el Mejor Espectáculo en el Festival de Nueva York y la AICP Show.
Sneider produjo y dirigió Arráncame la vida, una obra de periodo basada en la novela homónima de Ángeles Mastretta.  Con actuaciones alabadas por la crítica de Ana Claudia Talancón y Daniel Giménez Cacho, fue la sumisión oficial mexicana para los Oscares en el 2009 y es uno de las películas mexicanas más exitosas en las taquillas de todo los tiempos. Ganó tres Arieles.
Sneider fue productor de Frida, basada en la biografía de Hayden Herrera sobre la artista mexicana Frida Kahlo, que ganó dos de los seis Oscar a los que fue nominada. También fue productor de Aquí entre nos (ganador del Bronce Zenith en Montreal Festival de cine Internacional), del documental Viaje de sueños, y de Las horas contigo (ganador del FIPRESCI premio en Guadalajara).
Sneider ha sido director, productor y guionista de Me estás matando, Susana, basada en la novela Ciudades desiertas de José Agustín y protagonizada por Gael García Bernal, Verónica Echegui y Ashley Hinshaw.